# Rallye Terre Catalunya
Le Rallye Terre Catalunya est un rallye automobile se déroulant sur terre, créé en 2011.

## Histoire
Le Championnat de France des rallyes terre étant en manque d'épreuve, l'ASA du Var, en collaboration avec l'Association Escuderia Myron, décidèrent ensemble d'organiser une épreuve comptant pour le Championnat de France des rallyes terre, mais se déroulant en Espagne, plus particulièrement dans la ville de Platja d'Aro.

## Palmarès
| Année | Pilote            | Copilote               | Voiture                 |
| ----- | ----------------- | ---------------------- | ----------------------- |
| 2012  | Noël Tron         | Jacques-Julien Renucci | Mitsubishi Lancer Evo X |
| 2011  | Simon Jean-Joseph | Jack Boyère            | Peugeot 207 S2000       |